# Indicador de funció

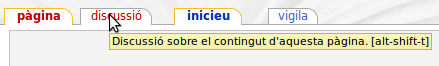
El tooltip que es mostra a la pestanya discussió de la viquipèdia.

Un indicador de funció (en anglès tooltip) és un giny d'ajuda visual patentat per Microsoft el 19 de desembre de 2002 (patent 20020191027), que funciona en situar o prémer el ratolí sobre algun element gràfic, mostrant una ajuda addicional per informar l'usuari de la finalitat de l'element sobre el que es troba. Els tooltip són una variació dels globus d'ajuda i són un complement molt emprat en programació, atès que proporcionen informació addicional sense la necessitat que l'usuari la sol·liciti.